# 19 Piscis Austrini
19 Piscis Austrini är en halvregelbunden variabel (SR) i Södra fiskens stjärnbild.
Stjärnan har visuell magnitud +6,15 och varierar utan någon fastställd amplitud eller periodicitet. 19 Piscis Austrini befinner sig på ett avstånd av ungefär 690 ljusår.